# Anomaly: Warzone Earth
Anomaly: Warzone Earth je realtimová strategie z roku 2011, kterou vyvinula společnost 11 Bit Studios a vydala společnost Headup Games. Hra byla vydána 8. dubna 2011 pro Windows a Mac OS X.

## Hratelnost
Styl hry byl popsán jako „reverse tower defense“, „tower attack“ a „tower offense“. Hráči ovládají konvoj vozidel, který zkoumá anomálie v okolí sestřelené mimozemské lodi, jež jsou chráněny různými typy obranných věží, které je třeba zničit. Hráči neovládají přímo vozidla v konvoji, ale spíše určují cesty, po kterých se má konvoj pohybovat ulicemi města, a zároveň vypouštějí bonusy, jako jsou návnady nebo kouřové clony, které pomáhají konvoji přežít. Hráči mohou nakupovat a vybavovat řadu různých jednotek s různými útočnými a obrannými vlastnostmi, které tvoří konvoj.
Ve verzích pro Windows, Mac, Linux a XBLA hráči přímo ovládají pěšího vojáka (přezdívaného velitel), který slouží k vyzvedávání a shazování bonusů pro konvoj. Ve verzích pro iOS a Android je velitel vynechán a místo toho hráč přímo umisťuje bonusy pomocí dotykového rozhraní. Kromě toho verze pro iOS a Android neobsahují úrovně odehrávající se v Tokiu.

## Děj
Hra se odehrává v blízké budoucnosti, kdy části mimozemské vesmírné lodi havarovaly v několika velkých městech po celém světě včetně Bagdádu a Tokia.
Hráč se ujímá role velitele obrněného konvoje (v příběhu označovaného jako „14. četa“), který byl vyslán, aby prozkoumal anomálie, jež se objevily v okolí vraku, a shromáždil informace o tom, co se v postižených oblastech děje, protože anomálie ruší radarové a satelitní snímky – a aby neutralizoval případné hrozby, které mohou existovat v poli vlivu anomálií.

## Vydání
Hra Anomaly: Warzone Earth vyšla 8. dubna 2011 pro Windows a MacOS a 11. srpna 2011 pro iOS jako samostatná aplikace pro iPhone a iPad. Následovala verze pro Android, nejprve 29. listopadu 2011 jako exkluzivní verze v obchodě Amazon Appstore, poté 25. ledna 2012 jako obecná verze pro Android Market. V dubnu 2012 byla hra vydána pro Xbox 360.

## Pokračování
V srpnu 2012 společnost 11 bit studios oznámila, že bude vydáno pokračování s názvem Anomaly: Korea. Hra, odehrávající se několik měsíců po událostech hry Anomaly: Warzone Earth, obsahující nové jednotky a nové schopnosti. Dne 28. února 2013 společnost 11 bit studios na svých sociálních sítích oznámila, že Anomaly 2 vyjde v nejbližší době. Hra byla poprvé uvedena na bostonském veletrhu PAX East 22. března 2013.